# L'Art de fumer le cigare par Zino Davidoff
Pour plus de détails, voir Fiche technique et Distribution.
L'Art de fumer le cigare par Zino Davidoff est un film documentaire suisse réalisé par François Reichenbach en 1984. Il dresse un portrait de ce fils d’immigré d’Ukraine qui est arrivé avec son père à Genève en 1911. 
Zino Davidoff a donné au cigare ses lettres de noblesse, la marque Davidoff s'est imposée dans le monde du cigare de qualité comme une référence.

## Synopsis
Devant la caméra de François Reichenbach, Zino Davidoff se confie dans son appartement à Genève : « En fait, la préparation d’un cigare est tout un art. Il faut le considérer comme un rituel, car c’est un moment de détente, c’est un moment de chaleur et un moment de rêverie ».
Il évoque son enfance : son arrivée à Genève en 1911, à l’âge de 5 ans, fils petit prussien d’Ukraine. Son père vendait déjà des cigarettes en Russie et il ouvre un magasin de tabac à Genève.

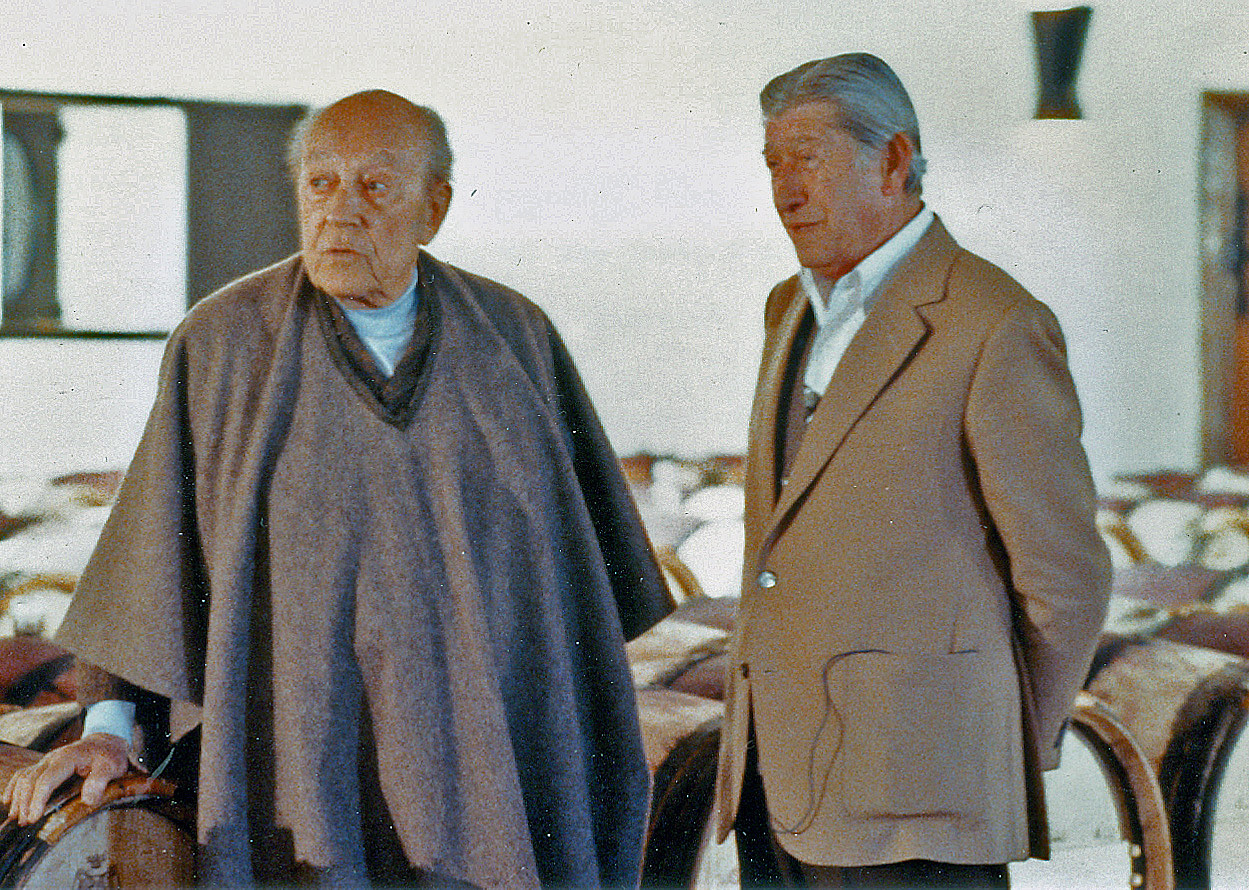
Le baron Philippe de Rothschild dans la cave de son château avec Zino Davidoff (1984)

En 1925, Zino Davidoff a 19 ans. Il se rend en Argentine, puis au Brésil et à Cuba où il apprend la fabrication des cigares. Cinq ans après de retour à Genève, il propose à son père de créer une section de cigares de La Havane.
En 1946 c’est la grande aventure. Avec les fabricants de cigares cubains, il crée la fameuse collection Châteaux Davidoff, à l'image des grands crus des vins de Bordeaux : Château Margaux, Château Latour, Château Haut-Brion et Château Mouton Rothschild. Trente-huit ans plus tard, Zino Davidoff retrouve dans le vignoble bordelais Corinne Mentzelopoulos propriétaire du vignoble de Château Margaux et le baron Philippe de Rothschild propriétaire de Mouton Rothschild. 
Puis Zino Davidoff se rend à Cuba dans les plantations de tabac de la Vuelta Abajo pour inspecter la récolte et le séchage des feuilles de tabac. Dans l’usine, Avelino Lara, le maître cigarier roule avec dextérité un cigare Davidoff. A Bâle, au siège de la société dans d'immenses caves, des millions de cigares reposent entre 12 et 18 mois pour atteindre leur complète maturité.

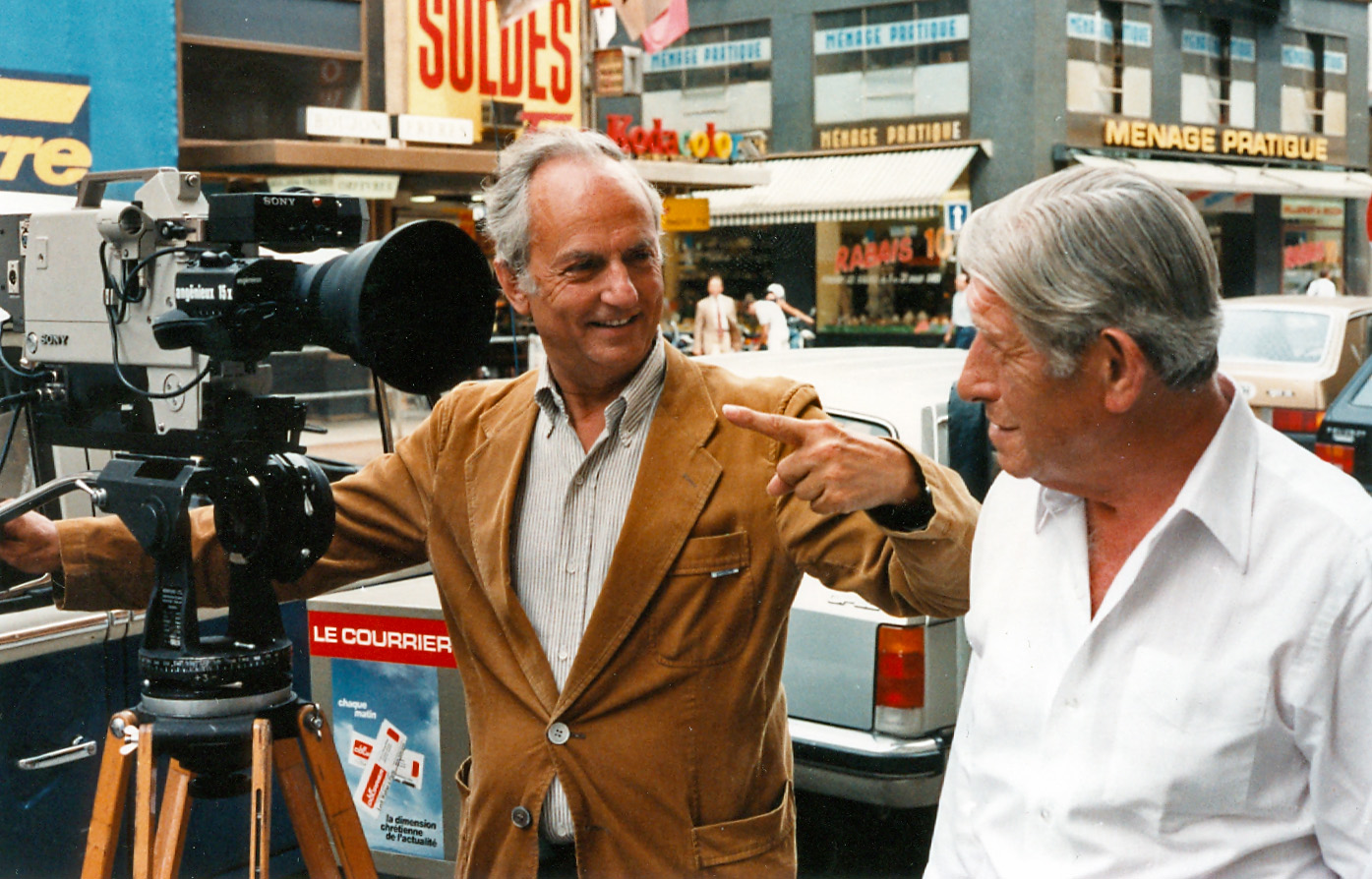
Le cinéaste François Reichenbach avec Zino Davidoff à Genève (1984)

À Genève dans son magasin de la rue de Rive, Zino Davidoff a des clients célèbres. L'écrivain Frédéric Dard dit de lui : « Zino est un type merveilleux, il a une gueule somptueuse de gentleman-rider. Il a l’œil, cette espèce de laser qui se plante en vous et on sent très bien que ça n’est pas la peine de lui en conter. Et puis Zino a un côté chic type, un côté seigneur ».
À Bâle, où se trouve la direction, Ernest Schneider le président du Groupe Oettinger Davidoff International, raconte comment il a internationalisé le nom Davidoff qui est devenu une marque et également une philosophie.
Zino Davidoff conclut le film avec un sourire apaisant : « C’est très simple, une vie finalement : il faut un peu de travail, un peu de psychologie et puis beaucoup d’optimisme ».

## Fiche technique
- Réalisation : François Reichenbach
- Musique : Thierry Fervant
- Caméra : François Reichenbach, Patrick Goetelen et Bruno Lapostolle
- Ingénieur vidéo : Pierre Binggeli, Studio Trans-Vidéo Genève
- Montage : Claude Richardet, Jean-Louis Gauthey et Patrick Herzig
- Collaboration artistique : Simon Edelstein
- Production : Claude Richardet
- Société de production : Vidéo-Films Genève
- Édition vidéo : Proserpine, Paris[5]
- Pays de production :  Suisse
- Langues originales : français et anglais
- Tournage : Genève, Bâle, vignobles du bordelais et Cuba